# Danelaw

Anglia 878-ban

A Danelaw (óangolul Dena lagu, dánul Danelagen) Angliának az része volt, amelyet a 9. század közepén meghódítottak a (főleg dán) vikingek, és ahol az ő törvényeik, szokásaik voltak érvényben. Nem állt egységes irányítás alatt, több kisebb-nagyobb királyság és grófság (jarldom) alakult a megszállt területen, mint a Jórvíki Királyság, Guthrum kelet-angliai királysága vagy az Öt Város (Leicester, Nottingham, Derby, Stamford és Lincoln). A Danelaw mintegy ötven évig állt fenn, majd a 910-es években Wessex angolszász királysága elfoglalta a kelet-angliai régiót, 927-ben pedig megdöntötték a Jórvíki Királyságot is. A dán uralom utójátékaként Nagy Knut a 11. század elején Angliát is északi birodalmához csatolta, amely azonban halála után szétesett.

## Története
Körülbelül 800-tól kezdődően egyre sokasodtak a vikingek Brit-szigetek partvidékét érő fosztogató támadásai. 865-ben a korábbi portyázás helyett több viking vezér és törzsfő egyesítette erőit, hogy meghódítsák Anglia négy angolszász királyságát (Northumbriát, Merciát, Wessexet és Kelet-Angliát). A hadsereget az Angolszász krónika Nagy pogányseregnek nevezte. Vezetői között volt a legendás viking hős, Ragnar Lodbrok (Szőrnadrágos Ragnar) két fia, Halfdan Ragnarsson és Csonttalan Ivar is. Miután Kelet-Anglia királya adót fizetett nekik a békéért cserébe, északnak indultak és elfoglalták a trónviszálytól dúlt Northumbria fővárosát, Yorkot. 867-ben a két vetélkedő northumbriai király, Osberht és Ælla közösen próbálták elűzni a betolakodókat, de mindketten elestek a csatában. A dánok az angol Ecgberhtet tették meg királynak, hogy beszedje számukra az adókat.
Még ugyanebben az évben (867-ben) délnek vonultak és elfoglalták a merciai Nottingham városát. Burghred merciai király a wessexi Æthelreddel szövetségben ostrom alá vette őket, de nem bírtak velük, végül békét kötöttek azzal, hogy a vikingek megtarthatták a várost, cserébe az ország többi részét békén hagyták. Ezután a dánok egy évet pihenéssel töltöttek Yorkban, majd 869-ben Kelet-Angliára támadtak, megölték Edmund királyt és elfoglalták az országát. A wessexiek rájuk támadtak, de visszaverték őket majd több csatát is vívtak változó eredménnyel. Æthelred 871-es halála után öccse Alfréd lett a király, aki a súlyos veszteségek miatt kénytelen volt adót fizetni a vikingeknek. A Csonttalan Ivar által vezetett skandinávok ezután Merciára támadtak. A többéves hadjáratban elűzték a merciai Burghredet, Ivar pedig meghalt. Utóda Guthrum lett, aki befejezte a Mercia elleni hadjáratot, elcsatolva annak keleti részét. Alig egy évtized alatt a dánok meghódították Northumbriát, Kelet-Angliát és Mercia felét és már csak Wessex állt ellen.
A Wessex ellen vonuló dánok 876-ban elfoglalták Wareham és Exeter várát, de Alfréd ostrommal visszavette őket, miután az érkező erősítés odaveszett egy viharban. Két évvel később Guthrum egy téli, meglepetésszerű támadással megsemmisítette a wessexi sereget és Alfréd néhány hónapig bujkálni kényszerült. Ezután azonban újabb csapatokat gyűjtött és 878-ban az edingtoni csatában legyőzte a dánokat, akik Chippenham várába húzódtak vissza, amit az angolszászok ostrom alá vettek. Guthrum végül megadta magát és elfogadta Alfrédnak azt a feltételét is, hogy meg kell keresztelkednie.
884-ben Guthrum újból Wessexre támadt, de Alfréd ismét visszaverte. Békeszerződésükben (melynek szövege fennmaradt) meghatározták a két állam határait, megtiltották egymás menekültjeinek befogadását és meghatározták a gyilkosságért fizetendő bánatpénzt.
Wessex ereje azután egyre nőtt és a 910-es évek közepére I. Edward és húga, a Merciát kormányzó Æthelflæd elfoglalta a Danelaw déli részeit, sok dán jarl hajlandó volt hűségesküt tenni nekik. Æthelstan 927-ben visszavette Yorkot. Az utolsó angliai viking uralkodó Véresfejszéjű Erik volt, akit 954-ben öltek meg. 

### Knut és utódai

Nagy Knut birodalma

A dán Knutnak 1016-ban sikerült elfoglalnia ez egyesült Angol Királyságot és Norvégiával és Dániával együtt hatalmas északi birodalmat hozott létre. A Temzétől délre fekvő, Wessexi Grófságnek nevezett régiót egy ideig maga kormányozta, majd angol csatlósának, Godwinnak adományozta. 1035-ös halála után országait három fia szétosztotta egymás között. Angliát Nyúllábú Harold kapta, aki 1040-ben meghalt és az ország a Dániát is megöröklő Hardeknuté lett. Két évvel később azonban ő is meghalt és angol trón visszakerült az angolszász vérvonal képviselőjéhez, Hitvalló Edwardhoz. 
Edward 1066 januárjában gyermektelenül halt meg és trónját Godwin fia, Harold wessexi gróf foglalta el. Angliára azonban II. Harald norvég király és a szintén viking ősökkel rendelkező Vilmos normandiai herceg is pályázott, és mindketten csapatokkal szálltak partra a szigeten. Harold király a norvég inváziót még vissza tudta verni a Stamford Bridge-i csatában, de utána Vilmos ellen Hastingsnál alulmaradt és elesett. 

## Időrend
800 − Viking portyázások a Brit-szigetek partjain.
865 − A Nagy pogánysereg hódító hadjárata. A Halfdan Ragnarsson és Csonttalan Ivar vezette vikingek áttelelnek Kelet-Angliában, ahol adót fizettek nekik, majd északon megdöntik a belháború dúlta Northumbriát, fővárosát, Yorkot pedig kifosztják és felgyújtják. 
867 − York elvesztése után a korábban egymással vetélkedő northumbriai Osberht és Ælla összefogva a vikingekre támad, de a csatában mindketten elesnek, a skandinávok pedig egy báburalkodót ültetnek az ország trónjára. Később délre vonulva elfoglalják a merciai Nottinghamet. Válaszul Mercia királya, Burghred és a wessexi Æthelred megostromolja a várost, de nem sikerül elűzniük a támadókat. Végül békét kötnek, Nottingham a dánoké maradt, de ők visszavonulnak Yorkba. 
869 − Csonttalan Ivar ismét adót követel Kelet-Angliától. 
870 − Edmund kelet-angliai király megtagadja az adófizetést, mire a vikingek legyőzik a seregét, őt kivégzik, országát megszállják. A wessexi Æthelred Readingnél megtámadja a dánokat, de súlyos veszteségek után menekülnie kell. 
871 − Január 7-én az ashdowni csatában Æthelred és öccse, Alfréd legyőzi az őket üldöző dánokat, akik visszavonulnak Basing várába. Az ostromló angolszászokat a védők megfutamítják. 
Április 23-án meghal Æthelred és Alfréd lesz Wessex új királya. Helyzete reménytelen, főleg miután a vikingek erősítést kapnak Dániából. Fogyatkozó harcosaival kisebb ellenséges csapatokat támad, de sikerei ellenére végül beleegyezik hogy adót fizet a békéért cserébe. A dánok északnak fordulnak, Mercia ellen és elfoglalják Londont. A három évig tartó háborúban Burghred király külföldre menekül, Ivar pedig meghal. Helyét Guthrum vesz át, aki gyorsan befejezi a hadjáratot, megszállja Mercia keleti felét, a maradék trónjára báburalkodót ültet.  
875 − A dánok délnyugaton, Dorsetben szállnak partra, Wessex hátországában, de Alfréd békét köt velük. 
876 − A dánok felmondják a békét, elfoglalják Wareham erődjét, majd a következő évben Exetert is. 
877 − Alfréd ostrom alá veszi a két várat. Az érkező viking erősítés flottája viharba kerül és több mint száz hajójuk elsüllyed. Az ostromlottak megadják magukat. 
878 −  Januárban Guthrum meglepetésszerű támadást intéz a Chippenhamben telelő Alfréd ellen. Egy csapata Dél-Walesben száll partra, hogy a menekülő királyt elfoghassák. Az ottani szászok azonban éjszaka rajtaütnek a túlerőben lévő vikingeken és legyőzik őket. A menekülő Alfréd a tél hátralévő részében Somerset mocsaraiban bujkál, de tavasszal újabb sereget toboroz és Edingtonnál megfutamítja Guthrum harcosait, akik Chippenhamba vonulnak vissza. Alfréd ostrom alá fogja őket és hamarosan megadják magukat. A feltételek között van, hogy Guthrum vegye fel a kereszténységet, keresztapja, maga Alfréd. 
884 − Guthrum megtámadja Kentet, de Alfréd visszaveri. A békeszerződésben elismerik egymás államait és megállapítják a határokat. 
902 − Æthelwold, Alfréd trónkövetelő öccse Essex királya lesz. 
903 − Æthelwold felbujtja a dánokat egy Wessex elleni támadásra, ám eközben egy csatában ő is elesik. 
911 − I. Edward wessexi király a tettenhalli csatában legyőzi a dániai és northumbriai dánokból álló, Merciát fosztogató viking sereget. 
917 − A dán uralom alatt lévő Essex és Kelet-Anglia a békéért cserébe hűséget esküszik Edwardnak. Æthelflæd merciai királynő elfoglalja Derbyt.
918 − Leicester harc nélkül megadja magát Æthelflædnek. York is ígéretet tesz a hűségesküre, de a királynő még előtte meghal. Merciát Edward örökli.
919 − Dublini norvég vikingek Ragnvald Sygtryggsson vezetésével elfoglalják Yorkot.
920 − Skócia, Northumbria és Strathclyde urai "atyjuknak és uruknak" fogadják el Edwardot.
927 - Edward utóda, Æthelstan elfoglalja Yorkot. 
954 − meghal az utolsó angliai viking uralkodó, a northumbriai Véresfejszéjű Erik. 
1066 − II. Harald norvég király nagy sereggel partra száll, hogy magának követelje az angol koronát, de Stamford Bridge-nél elesik a II. Harold ellen vívott csatában. Röviddel később Harold is meghal a Normandiai Vilmossal vívott hastingsi csatában. Anglia trónjára normann királyok ülnek.   
1069 − II. Svend király partra száll Angliában, elfoglalja Yorkot és lázadást szít a normannok ellen. Vilmos idővel leveri az északi felkelést. 
1075 − Svend egyik fia, Knut Angliába hajózik, hogy segítse a felkelőket, de mire odaér azt a normannok leverik. Így csak York környékét fosztják ki.
1085 − Knut, immár dán királyként norvég segítséggel angliai támadást tervez, de az összegyűlt flotta el sem indul. Ez volt az utolsó skandináv inváziós próbálkozás Anglia ellen.

## Utóhatások

Dán és szász államok Közép-Angliában 912 körül

A skandináv hatás a mai napig érezhető a kelet-angliai településnevekben, sőt a nyelvben is. Azok a városok, falvak, amelyek nevének végződése  -howe, -by vagy -thorp, viking alapításúak. Például több Kirby vagy Kirkby nevű falu létezik, amelyek eredetileg olyan dán települések voltak, amelyekben templom volt. Előfordulnak hibrid nevek is, ahol a dán végződés az angolszász -ton taggal vegyül. Szintén skandináv hatásra utal Északkelet-Anglia középkori közigazgatási felosztása, amely a  a máshol szokásos hundred-ek (százak) helyett wapentake-ekre osztotta a grófságokat. 
Az óangol és az ónorvég nyelv nem állt nagyon messze egymástól és a szászok és a vikingek feltehetően részben megértették egymást. Az angol nyelv sok skandináv szót kölcsönzött, köztük van a law (törvény), sky (ég), window (ablak) vagy egyes személyes névmások (they, them, their). Más viking szavak csak az északangol nyelvjárásokban maradtak fenn.
Genetikai vizsgálatok alapján a norvég vikingek leszármazottai ma is élnek Orkney és Shetland szigetein. A dánokkal kapcsolatban nehéz hasonló kutatásokat folytatni, mert az angolszászok eredeti hazája (Belgiumtól Jütlandig) átfed a dánokéval. Ey 2015-ös vizsgálat arra talált bizonyítékot, hogy a dánok és angolszászok az első száz év során nem keveredtek egymással.

## Fordítás
- Ez a szócikk részben vagy egészben  a   Danelaw című angol Wikipédia-szócikk ezen változatának fordításán alapul.  Az eredeti cikk szerkesztőit annak laptörténete sorolja fel. Ez a jelzés csupán a megfogalmazás eredetét és a szerzői jogokat jelzi, nem szolgál a cikkben szereplő információk forrásmegjelöléseként.